# LibreOffice
Chronologie des versions
OpenOffice.org et Go-oo (en)
LibreOffice est une suite bureautique gratuite et libre de droits.  Disponible sous Microsoft Windows, MacOS et Linux, elle est traduite dans près de 114 langues. 
Elle inclut un logiciel de traitement de texte (Writer), un tableur (Calc), un logiciel de présentation (Impress) et un gestionnaire de base de données (Base). 
En France, LibreOffice fait partie des logiciels libres préconisés par l’État français dans le cadre de la modernisation  de ses systèmes d’informations (SI) .
Le projet est porté par de nombreux bénévoles réunis au sein de The Document Foundation, une fondation allemande à but non-lucratif.  

## Histoire

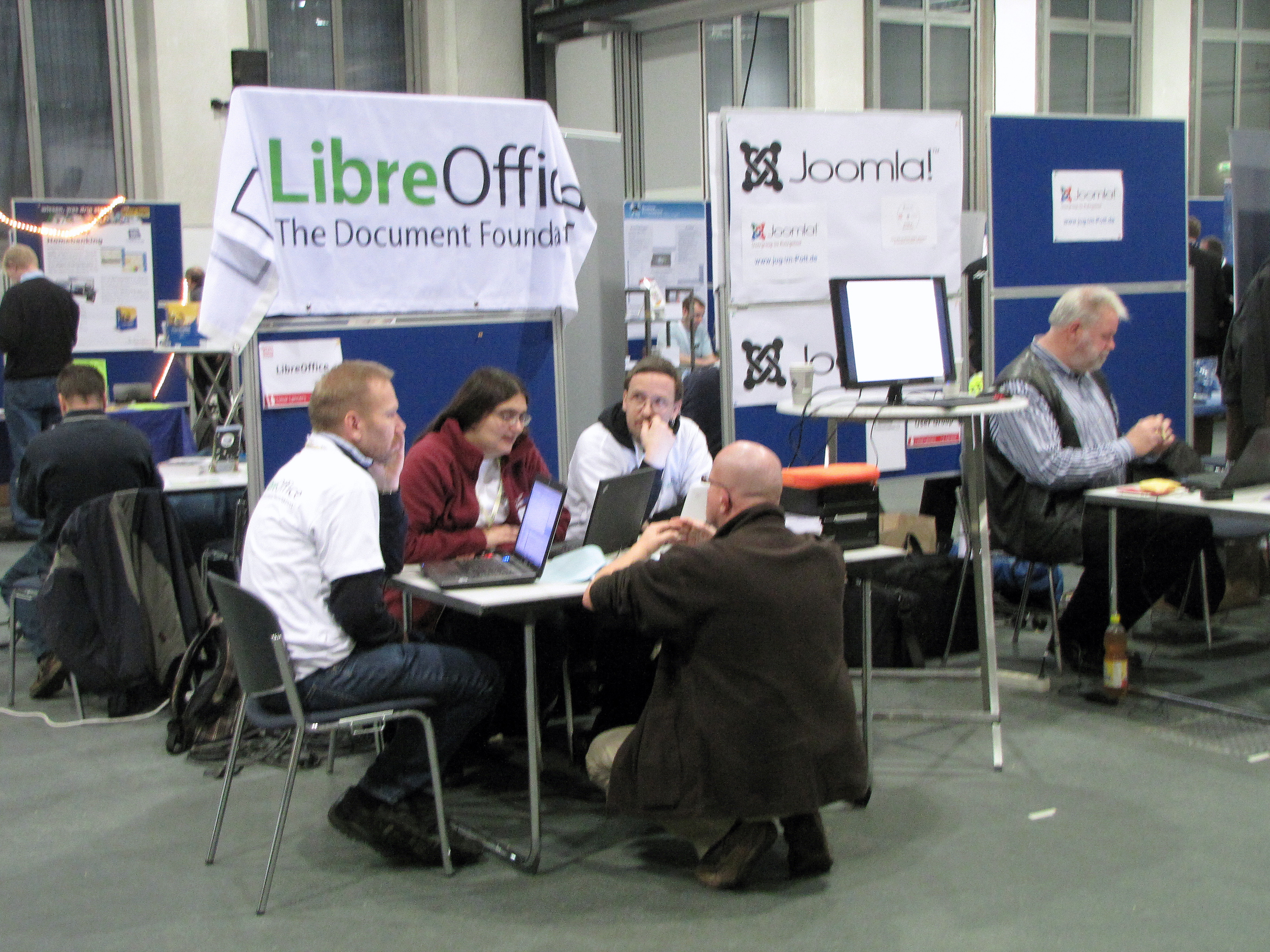
Un stand de promotion du logiciel à OpenRheinRuhr, un événement allemand autour de Linux.

Nombre de téléchargements par semaine de LibreOffice.

Le 28 septembre 2010, à la suite du rachat de Sun Microsystems, propriétaire de la marque OpenOffice.org, par Oracle et aux difficultés relationnelles grandissantes entre Oracle et la communauté OpenOffice.org, cette dernière décide de se détacher d'Oracle et de créer une fondation indépendante, The Document Foundation, pour poursuivre le projet sur une base plus communautaire sous le nom de LibreOffice.
La communauté LibreOffice propose à Oracle de se joindre au projet en tant que membre, et en contrepartie, de lui céder la marque OpenOffice.org,,. Oracle refuse cette proposition, gardant la propriété du nom OpenOffice.org pour décliner une offre bureautique en versions libre et commerciale, et a exigé que tous les membres du Conseil communautaire de OpenOffice.org concernés par The Document Foundation quittent le Conseil communautaire « OOo », invoquant un conflit d'intérêts.
Quelques mois plus tard, Oracle renonce au marché bureautique et cède en mai 2011 le projet à la Fondation Apache, où il prend le nom de Apache OpenOffice. Cette intégration signifie notamment l'abandon du concept de copyleft au sein de la branche Apache, ainsi que la fin du développement et de la maintenance des versions éditées sous le nom OpenOffice.org.
Dès 2011, plusieurs distributions Linux adoptent LibreOffice : openSUSE, Ubuntu, Mandriva, Fedora, Arch Linux, Debian.
En 2013, IBM cède le code source de son logiciel IBM Lotus Symphony à la Fondation Apache pour son logiciel Apache OpenOffice. Etant placé sous licence libre, une partie de ce code est reprise et intégrée dans la version 4.1 de LibreOffice, ce qui donne notamment naissance au volet latéral.
Au fur et à mesure des développements de la suite bureautique, le recours à Java tend à disparaître par la réécriture du code correspondant. Java reste principalement utilisé dans le module Base (avec le SGBD HyperSQL Database), dans le composant Rhino (moteur JavaScript) et pour certaines extensions.
En 2024, LibreOffice a modifié sa numérotation de version à partir de la version 7.6, passant du format précédent (comme 7.x) à un nouveau système de version basé sur le calendrier (comme 24.8.2.1). Ce changement a été effectué afin de rendre le cycle de publication plus prévisible et de l'aligner sur les années civiles, en suivant un modèle où le numéro de version reflète l'année et le mois de publication. Par exemple, « 24.8 » correspond à l'année 2024 et au huitième mois (août). Cette approche permet également de clarifier la date de sortie d'une version et de s'aligner sur les tendances en matière de numérotation des versions observées dans d'autres projets logiciels,.

Chronologie des principaux dérivés de StarOffice et OpenOffice.org. LibreOffice est en vert.

## Fonctionnalités

### Format des documents
LibreOffice utilise nativement le format ouvert OpenDocument.
LibreOffice permet aussi l'import et l'export des documents aux formats Microsoft Office (.doc(x), .xls(x), .ppt(x), etc.) afin de permettre l'échange de documents avec les utilisateurs ne disposant pas d'une suite bureautique compatible OpenDocument. D'autre part, LibreOffice permet aussi le traitement des fichiers Portable Document Format (PDF), en effet il est possible non seulement d'exporter un document en format PDF, mais aussi d'y effectuer des modifications.
LibreOffice permet aussi l'import et l'export des documents au format HTML, permettant ainsi d'être utilisé comme éditeur de pages Web. Une extension chargeable à part lui permet également d'exporter au format MediaWiki.
|  | Logiciel                     | Ouverture / Import | Enregistrement / Export |
|  | ---------------------------- | --- | --- |
|  | Writer (Traitement de texte) | .odt (natif) / .ott (natif) / .sxw / .stw / .fodt / .xml / .uot / .uof / .docx / .dotx / .dotm / .doc / .wps / .dot / .wpt / .hwp / .html / .htm / .lwp / .rtf / .602 / .txt / .wpd / .docm / .abw / .zabw / .pages (Pages 4) / .lrf / .cwk / .fb2 / .zip / .wri / .mw / .mcw / .mwd / .pdb / .sdw / .wn / .nx^d / .pdf (import) | .odt (natif) / .ott (natif) / .fodt / .uot / .docx / .xml / .doc / .dot / .html / .rtf / .txt / .docm / .xhtml (export) / .pdf (export) / .epub (export) / .txt (en format wiki) / .jpg / .png |
|  | Calc (Tableur)               | .ods (natif) / .ots (natif) / .sxc / .stc / .fods / .uos / .uof / .xml / .xlsx / .xlsm / .xltm / .xltx / .xlsb / .xls / .xlm / .xlc / .xlw / .xlk / .xlt / .dif / .dbf / .htm / .html / .wk1 / .wks (Lotus 1-2-3 / Works) / .123 / .wb2 / .rtf / .slk / .sylk / .csv / .numbers (Numbers 2) / .dummy / .cwk / .wps / .wk3 / .wq1 / .wq2 | .ods (natif) / .ots (natif) / .fods / .uos / .xlsx / .xml / .xls / .xlt / .dif / .dbf / .html / .slk / .csv / .xhtml (export) / .pdf (export) |
|  | Impress (Présentation)       | .odp (natif) / .otp (natif) / .odg (natif) / .sxi / .sti / .sxd / .fodp / .uop / .uof / .xml / .pptx / .pptm / .ppsx / .potm / .potx / .ppt / .pps / .pot / .cgm / .key (Keynote 5) / .cwk / .pdf (import) | .odp (natif) / .otp (natif) / .odg / .fodp / .uop / .pptx / .ppsx / .potm / .ppt / .pps / .pot / .swf (Flash Player) / .wmf / .eps / .emf / .svm / .xhtml (export) / .pdf (export) |
|  | Draw (Dessin)                | .odg (natif) / .otg (natif) / .sxd / .std / .fodg / .xml / .wpg / .dxf / .emf (import) / .eps (import) / .met / .pct / .pict / .sgf / .sgv / .svm / .wmf / .bmp / .dummy / .cwk / .cdr / .cmx / .fh / .fh* (.fh1, fh2...) / .gif / JPEG (.jpg, .jpeg...) / .mov / .pbm / .pcx / .pgm / .png / .ppm / .psd (import PhotoShop) / .p65 / .pm / .pm6 / .pmd / .pub (import MS Publisher) / .ras / .svg (import) / .svgz / .tga / .tif / .tiff / .vdx (MS Visio) / .vds (MS Visio) / .vsdm (import MS Visio) / .vsdx (MS Visio) / .xbm / .xpm / .pcd / .pdf (import) | .odg (natif) / .otg (natif) / .fodg / .html (export) / .htm (export) / .xhtml (export) / .swf (export Flash Player) / .pdf (export) / .bmp (export) / .emf (export) / .eps (export) / .gif (export) / JPEG (export .jpg, .jpeg...) / .met (export) / .pbm (export) / .pct (export) / .pict (export) / .pgm (export) / .png (export) / .ppm (export) / .ras (export) / .svg (export) / .svgz (export) / .svm (export) / .tif (export) / .tiff (export) / .wmf (export) / .xpm (export) |
|  | Math (Éditeur d'équation)    | .odf (natif) / .odc (natif) / .sxm / .mml | .odf (natif) / .mml / .pdf (export) |
|  | Base (Base de données)       | .odb (natif) /.mdb (import MS Access) / .accdb (import MS Access 2007) | .odb (natif) |

### Modules
LibreOffice est un intégré bureautique, c’est-à-dire un logiciel composé d'un ensemble de modules pouvant interagir entre eux pour créer et modifier des documents bureautiques, tels que des textes mis en forme, des tableaux de chiffres, des présentations, des dessins. Il permet notamment de modifier à la volée un tableur intégré dans un document texte, une présentation ou un dessin.
Pour plus de détails, on pourra se référer à la documentation utilisateur.

#### Writer

Icône de Writer.

LibreOffice Writer est un traitement de texte. Il permet de gérer en plusieurs langues les paragraphes et de mettre en forme les documents, tant au niveau de leur contenu sémantique que de leur mise en page. C'est le module le plus couramment utilisé. Il est compatible avec le format Microsoft Word dont il est le principal concurrent.

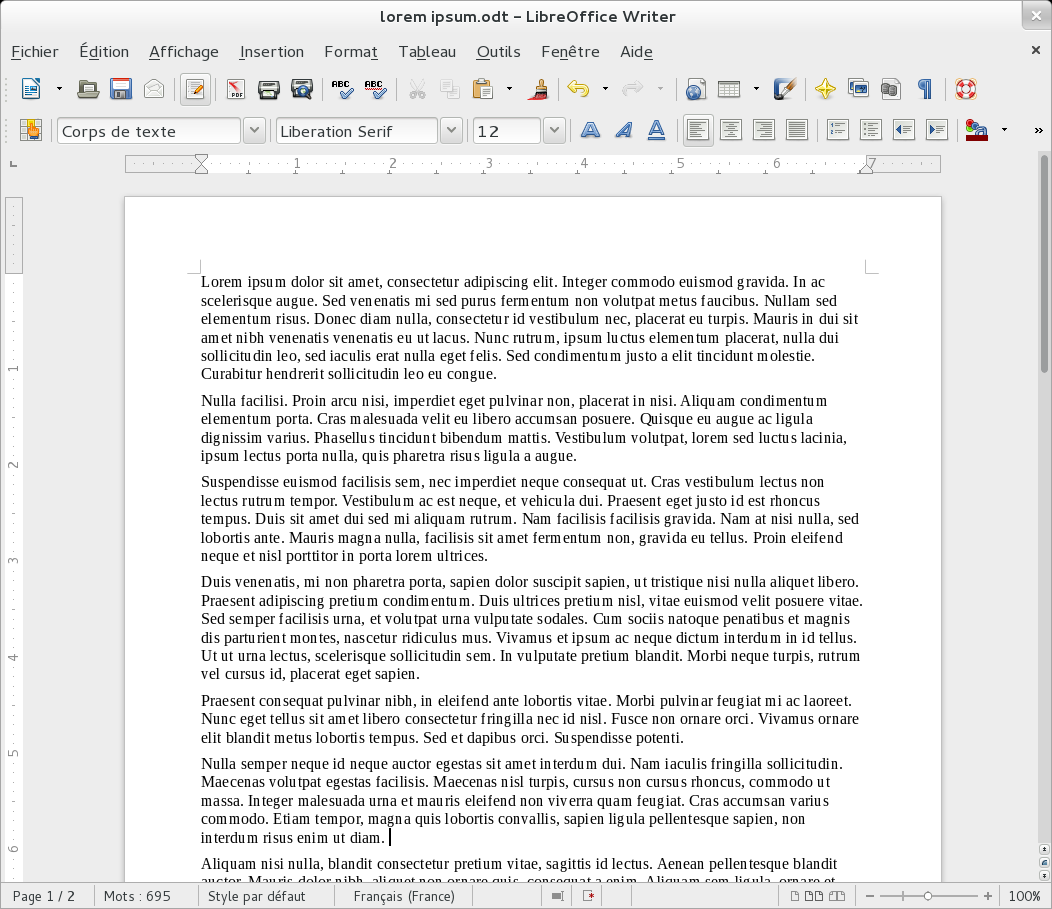
LibreOffice 4.0 - Writer dans GNOME Shell.
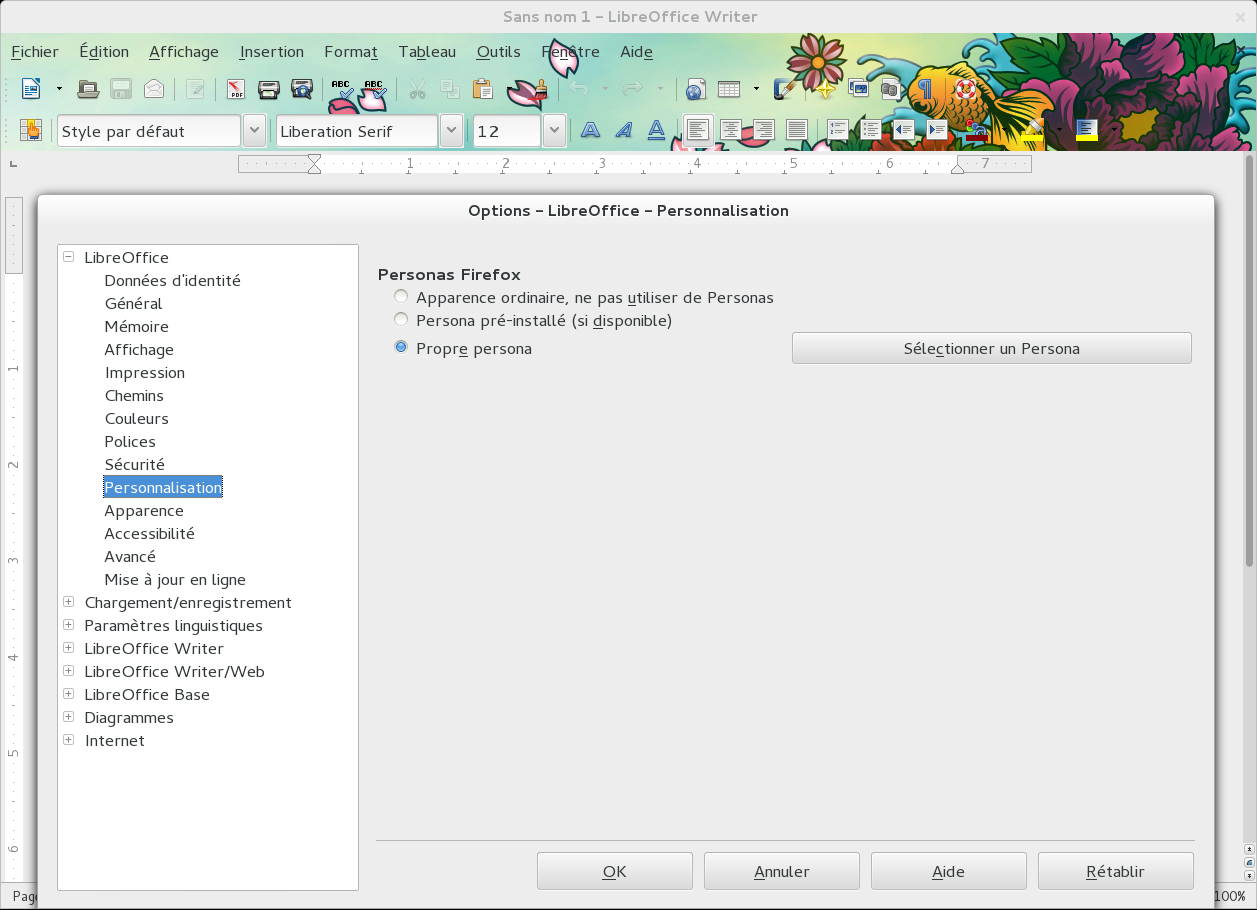
LibreOffice 4.0 - Writer avec un persona de Firefox.
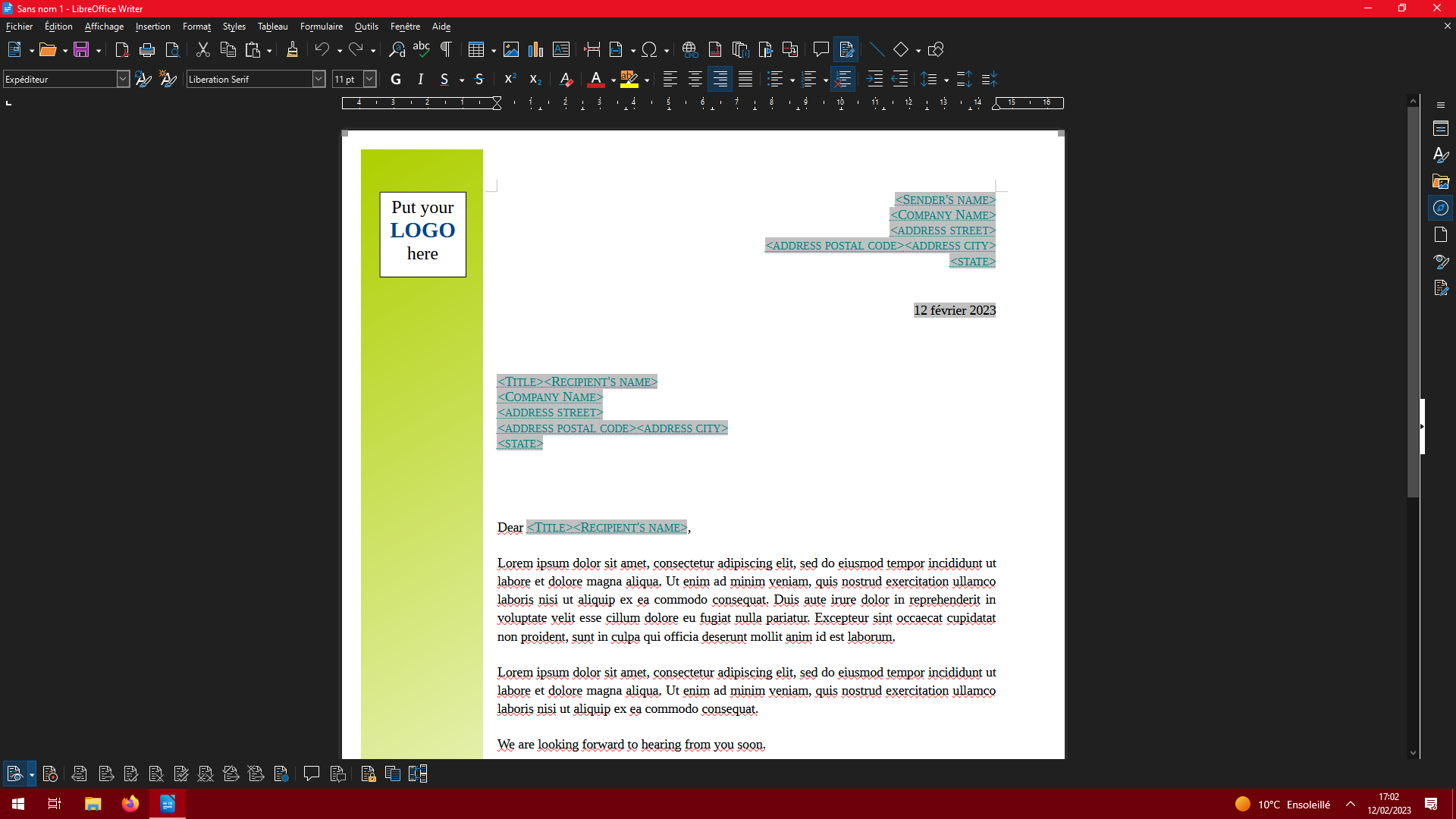
Modèle « Lettre commerciale moderne serif » de LibreOffice Writer 7.5 sous Windows 10.

#### Calc

Icône de Calc.

LibreOffice Calc est un tableur, ou gestionnaire de feuilles de calcul, disposant de nombreuses fonctions : travail de plusieurs utilisateurs sur la même feuille de calcul, traitement de macros, traitements et analyses de données, génération de graphiques, solveur. Il est compatible avec le format Microsoft Excel dont il est le principal concurrent.

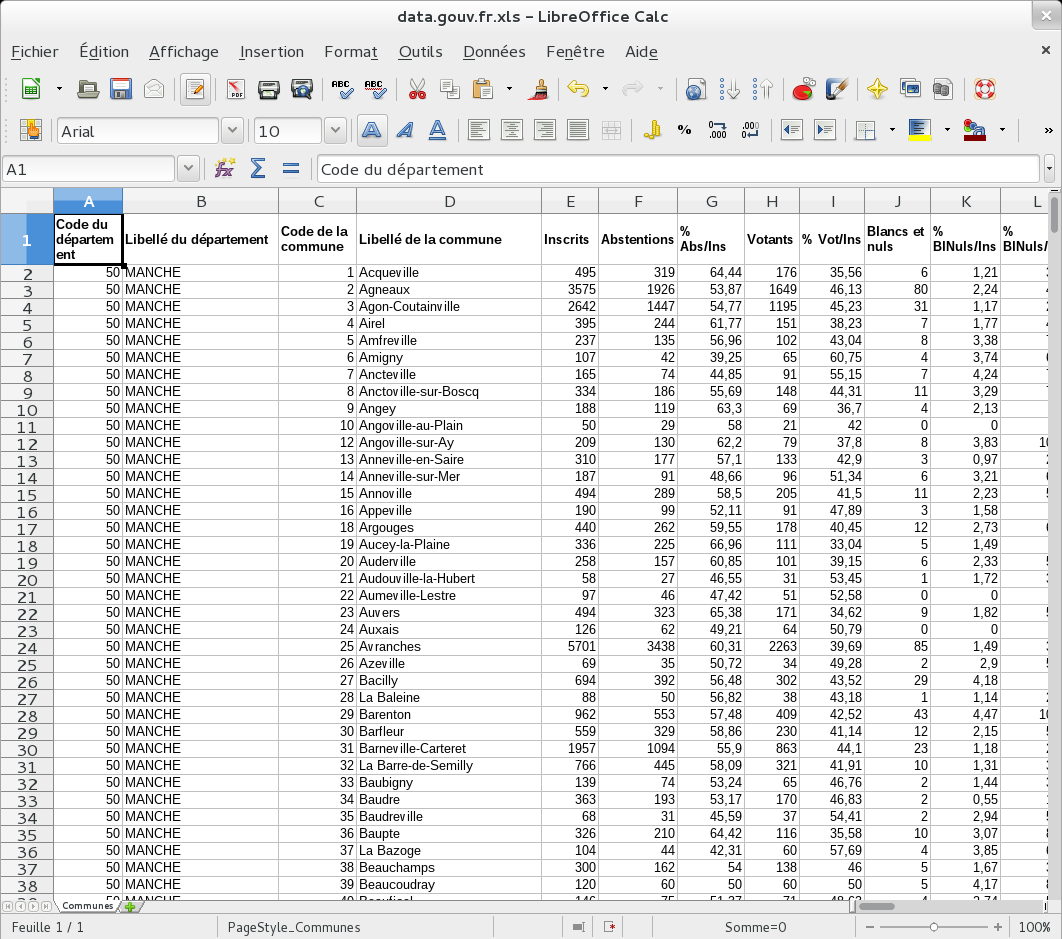
Document .xls provenant de data.gouv.fr avec Calc dans Gnome Shell.
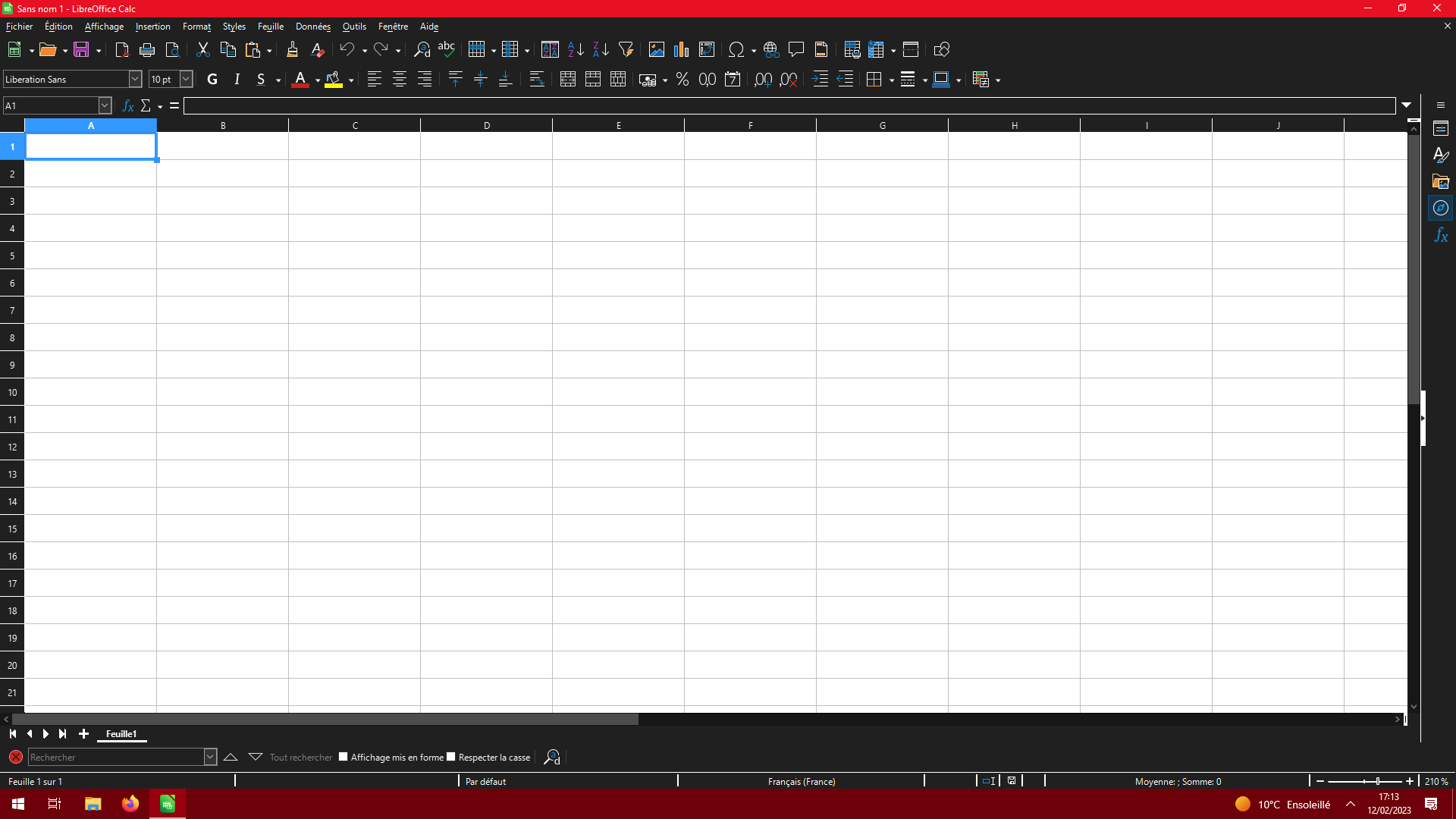
Page vierge de LibreOffice Calc 7.5 sous Windows 10.

#### Impress

Icône de Impress.

LibreOffice Impress est le module de composition de diaporamas qui sert à faire des présentations sous forme de suites de diapositives. Celles-ci visent à mettre en valeur visuellement les points importants d’un exposé oral. Il utilise nativement le format OpenDocument (ODF), mais il est également compatible avec le format Microsoft PowerPoint dont il est le principal concurrent.
LibreOffice Impress comporte plusieurs modes :
- mode diaporama, utilisé pour les présentations, il affiche les diapositives en mode plein écran, généralement projetées sur un écran à l’aide d’un vidéoprojecteur. Les diapositives sont présentées les unes à la suite des autres, soit de façon automatique, soit sous le contrôle de l’animateur de la réunion ou de la conférence ;
- mode normal, utilisé pour éditer ou créer les diapositives ;
- mode note, pour associer des commentaires à chaque diapositive ;
- mode plan, pour visualiser la structure du diaporama ;
- mode trieuse, pour réarranger l'ordre des diapositives au sein du diaporama ;
- mode prospectus, pour organiser la mise en page des diapositives en vue de les imprimer.

#### Draw

Icône de Draw.

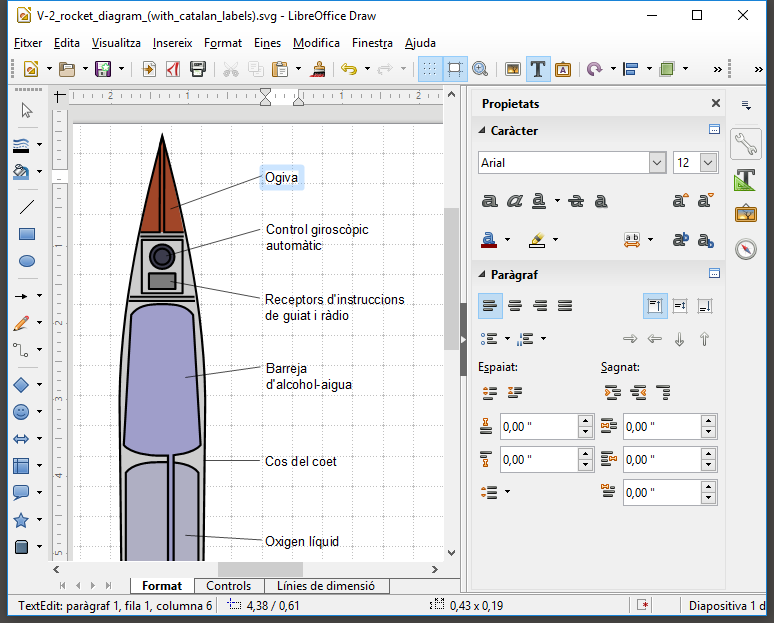
Réalisation d'une illustration sous Libreoffice Draw.

LibreOffice Draw est le module de dessin vectoriel pour schémas et illustrations simples. Il permet de manipuler des primitives graphiques simples (flèches, figures géométriques, étiquettes, cotations) par l'utilisation de calques (ou couches) et d’objets.
Draw dispose de fonctionnalités de dessin en trois dimensions (3D) permettant d'inclure quelques éléments 3D prédéfinis (Cube, sphère, cône, pyramide, etc.) ou définis par l'utilisateur depuis des formes 2D. Les formes 2D sont transformées par extrusion droite ou conique (Outil : conversion 3D) et par révolution 3D (Outil : corps de révolution 3D). Ces fonctionnalités sont gérées par un outil unique Effets 3D qui donne accès à de nombreux réglages,.
Les fichiers réalisés sous LibreOffice Draw peuvent être exportés au format Flash en natif, et comme pour tous les fichiers produits par LibreOffice en PDF. Les fichiers réalisés sous Microsoft Publisher peuvent être ouverts sous Draw en natif depuis la version LibreOffice 4.1 (novembre 2013) et enregistrés au format OpenDocument Graphics.

#### Base

Icône de Base.

LibreOffice Base est le module de création et de gestion de base de données permettant aussi de générer des rapports. Base supporte les bases de données HSQLDB,  FireBird, MySQL, MariaDB, Adabas, PostgreSQL, dBase et Microsoft Access ainsi que les interfaces ODBC et JDBC.
Base inclut nativement les gestionnaires de base de données HSQLDB (et  Firebird depuis 2018). Une base de données extérieure n'est donc pas indispensable.
Bien que Base concurrence le logiciel Microsoft Access, ses fonctionnalités sont différentes : Base a une interface ODBC, permettant de lier des tableaux (Calc ou Excel) et différentes bases de données. Microsoft Access est une interface graphique surtout utilisée pour visualiser des états de données et créer des formulaires de saisie utilisables après compilation en tant qu'exécutables avec Access runtime.

#### Math

Icône de Math.

LibreOffice Math est le module de composition de formules mathématiques. Les formules peuvent être incluses dans les autres documents LibreOffice.
Un assistant présente un choix d'opérations de départ. Si l'on choisit par exemple une fraction, celle-ci apparaît dans la demi-fenêtre du haut sous forme algébrique classique, et dans la demi-fenêtre du bas sous une forme alphanumérique modifiable : chacun de ses deux termes (numérateur et dénominateur) peut à son tour être remplacé par une opération, et ainsi de suite. Chaque formule peut être sauvegardée, complète ou non. Des sauvegardes successives sous des noms différents permettent de tracer les étapes d'évolution d'une formule, à des fins pédagogiques par exemple.

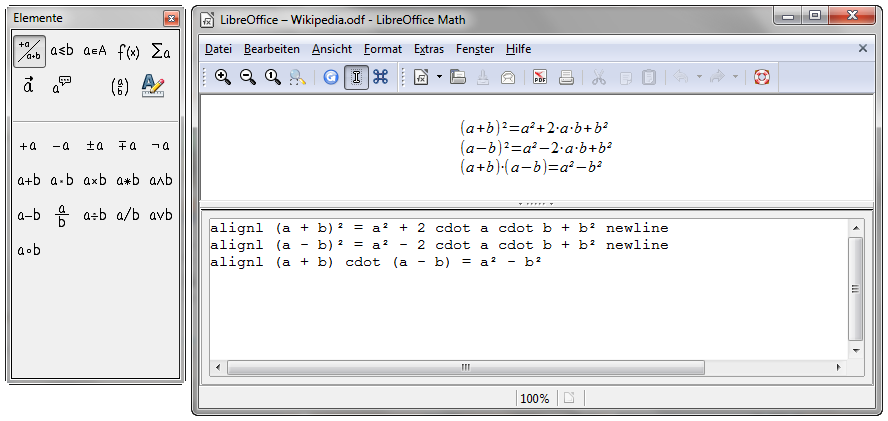
Un exemple sur LibreOffice Math.

#### Basic
LibreOffice Basic est un dérivé du langage de programmation BASIC issu de la suite bureautique StarOffice et diffusé via LibreOffice et  les différentes versions d'OpenOffice. C'est un langage de programmation spécifique au domaine de la suite bureautique LibreOffice. Il est appelé StarOffice Basic.

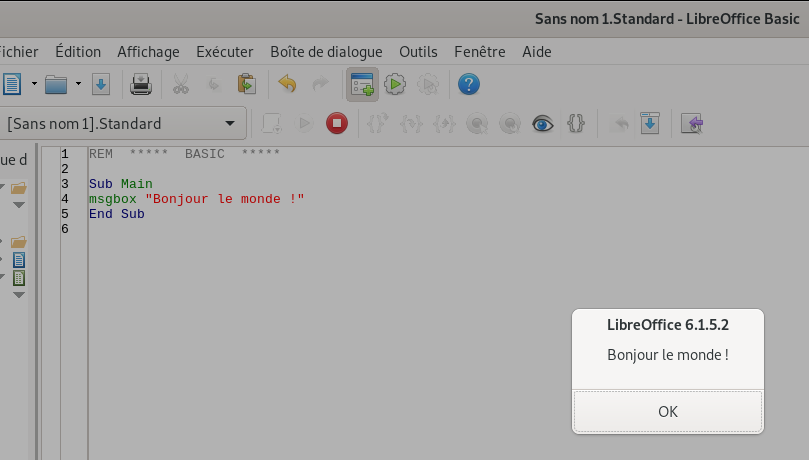
Un exemple de programme avec LibreOffice Basic.

## LibreOffice en ligne
LibreOffice en ligne est une édition de la suite bureautique sous la forme d'une application web. Le développement a été annoncé en octobre 2011. Des versions sont mises en œuvre par la société Collabora (en) fonctionnent avec Zimbra (grâce à Zextras), ownCloud, Nextcloud et d'autres applications. CODE est la version Open source portée par Collabora (en).

## Récompenses
En septembre 2016, LibreOffice reçoit le Bossie Awards 2016 (catégorie : Best Open-Source Application) remis par le magazine en ligne InfoWorld spécialisé dans le domaine des technologies de l'information.